# Marraix salmó
El marraix salmó (Lamna ditropis) és una espècie de tauró de la família Lamnidae, que es troba al nord de l'oceà Pacífic. S'alimenta de salmó i altres peixos i cefalòpodes. Aquest tauró és notable per poder mantenir la temperatura del seu cos (homeotèrmia), i també per la seva inexplicada variabilitat en la relació entre sexes (sex ratio) entre l'est del Pacífic Nord i l'oest del Pacífic Nord.

## Biologia
L'adult dels taurons salmó són de grisos a negres en gran part del seu cos i a sota són blancs amb taques fosques. Se semblen força als taurons Grans Blancs, però són més petits. La seva visió és binocular.
Generalment fan entre 200 i 260 cm de llargada i pesen uns 220 kg. Els mascles són lleugerament més petits que les femelles. El màxim que es coneix és 450 kg (992 lbs).

### Reproducció
Aquest tauró és ovovivípar. Com altres Lamniformes són oofags, amb els embrions que s'alimenten dels ous produïts per la mare.
Les femelles són madures sexualment als 8 - 10 anys, els mascles maduren sexualment als 5 anys. La gestació dura 9 mesos.

### Homeotèrmia
Com només poques espècies de peixos els taurons salmó són capaços de regular la seva temperatura corporal. això ho fan a través de bescanviadors de calor contra corrent anomenats retia mirabilia, del llatí xarxes meravelloses, amb això pot explorar diverses zones d'aigua amb temperatures diferents.
La carn d'aquest peix es fa servir com aliment humà, i a la ciutat japonesa de Kesennuma, Miyagi, el seu cor es considera una delicadesa per a ser usada en el sashimi.
No acostumen a atacar els humans.